# Crowsdell
Crowsdell es una banda de rock/folk formada en 1991 y liderada por Shannon Wright. La banda se separó en 1998, momento en que Wright inició una carrera en solitario. El éxito de esta carrera en solitario es el motivo por el que Crowsdell es más conocida, ya que en su día permaneció con un éxito moderado.
Durante su trayectoria, la banda publicó varios EP con sellos independientes, hasta que en 1994 firmaron con la discográfica Big Cat, con la que editaron dos álbumes.

## Discografía
- Dreamette (1995)
- Within the curve of an arm (1997)

- Datos: Q5189589